# Brett Grabowski
Brett Grabowski (1970) è un ex sciatore alpino statunitense.

## Biografia
Grabowski, specialista delle prove tecniche originario di Rochester, fece parte della nazionale statunitense dal 1988 al 1992, anno in cui vinse la combinata dei Campionati canadesi 1992; si ritirò durante la stagione 1994-1995 e la sua ultima gara fu uno slalom speciale universitario disputato l'11 febbraio a Dartmouth. Non ottenne piazzamenti in Coppa del Mondo né prese parte a rassegne olimpiche o iridate.